# بروكس كوبكا
بروكس كوبكا هو لاعب غولف أمريكي ولد في 3 مايو 1990. لديه أخ يلعب الغولف أيضاً.

## وصلات خارجية
- بروكس كوبكا على موقع رابطة لاعبي الغولف المحترفين (الإنجليزية)
- بروكس كوبكا على موقع رابطة أوروبا للاعبي الغولف المحترفين (الإنجليزية)
- بروكس كوبكا على موقع رابطة اليابان للاعبي الغولف المحترفين (الإنجليزية)
- بروكس كوبكا على موقع التصنيف العالمي الرسمي للغولف (الإنجليزية)